# Poslije dugog skitanja
Poslije dugog skitanja debitantski je studijski album hrvatskog rock sastava Mirisi. Objavljen je 20. srpnja 2018.

## Popis pjesama
Tekstovi i glazba: Mirisi. 
| 1.    | »Ljudi«                  | 3:51 |
| 2.    | »Sastanak«               | 2:44 |
| 3.    | »Poslije dugog skitanja« | 3:31 |
| 4.    | »Isti kao svi«           | 3:11 |
| 5.    | »To je život«            | 3:26 |
| 6.    | »Dječak«                 | 3:44 |
| 7.    | »Hula«                   | 3:29 |
| 8.    | »Došao je kraj«          | 3:48 |
| 9.    | »Umjetnost«              | 3:05 |
| 10.   | »Saznaj svoju sudbinu«   | 3:44 |
| 11.   | »Ne zamaram se«          | 3:06 |
| 12.   | »Dolazi On«              | 3:14 |
| 13.   | »Sačuvaj razum«          | 3:16 |
| 14.   | »Zauvijek«               | 4:02 |
| 48:10 |                          |      |

## Izvođači
- Ando Miri - vokali, gitare
- Mat Miri - vokali, bas gitara
- Timi Miri - vokali, bubnjevi

## Vanjske poveznice
- Radio1
- Studentski.hr